# 紺堂つかさ
紺堂 つかさ（こんどう つかさ、1977年7月15日 - ）は、日本の元AV女優・元ストリッパー。
東京都出身。血液型:B型。身長:165cm。スリーサイズ:B87(D-70)・W60・H87。
特技・趣味:水泳

## 略歴
1996年12月にAVデビュー。
1997年5月に川崎ロック座でストリップデビュー。
1998年頃に引退。

## 出演作品

### アダルトビデオ
1996年
- 序章 （12月28日、KUKI）

1997年
- ストーカー 甘く淫らな腰つき （1月27日、KUKI）
- 淫景 〜素顔の19歳〜 （2月27日、KUKI）
- So Happy （7月25日、HRC）
- 憂鬱な夜は眠らない （8月31日、HRC）

1998年
- あぶない放課後 新・女教師スペシャル （2月12日、V&Rプランニング）
- レシピの評決 〜女料理評論家レイプ〜 （2月13日、アタッカーズ）
- 女教師痴漢電車 （4月1日、笠倉出版社）
- 全身ハードコア （4月12日、V&Rプランニング）